# Championnats d'Europe de biathlon 2023
Navigation
2022 2024
Les championnats d'Europe de biathlon 2023, trentième édition des championnats d'Europe de biathlon, ont lieu du 25 au 29 janvier 2023. Ils se déroulent à Lenzerheide en Suisse. Ils font partie du second échelon mondial (IBU Cup) et rapportent des points pour le classement de l'IBU Cup 2022-2023.

## Calendrier
| Datum      | Hommes | Hommes                                  | Dames                                   | Dames                                   |
| ---------- | ------ | --------------------------------------- | --------------------------------------- | --------------------------------------- |
| 25 janvier | 14:00  | Individuel (20 km)                      | 10:15                                   | Individuel (15 km)                      |
| 27 janvier | 14:00  | Sprint (10 km)                          | 10:30                                   | Sprint (7,5 km)                         |
| 28 janvier | 13:30  | Poursuite (12,5 km)                     | 10:30                                   | Poursuite (10 km)                       |
| 29 janvier | 10:30  | Relais Mixte (2 × 6 km F + 2 × 6 km H)  | Relais Mixte (2 × 6 km F + 2 × 6 km H)  | Relais Mixte (2 × 6 km F + 2 × 6 km H)  |
| 29 janvier | 13:30  | Relais Mixte simple (6 km F + 7,5 km H) | Relais Mixte simple (6 km F + 7,5 km H) | Relais Mixte simple (6 km F + 7,5 km H) |

## Tableau des médailles
| Rang  | Pays      | Or | Argent | Bronze | Ensemble |
| ----- | --------- | -- | ------ | ------ | -------- |
| 1     | Norvège   | 5  | 2      | 1      | 8        |
| 2     | Allemagne | 2  | 1      | 3      | 6        |
| 3     | Ukraine   | 1  | 2      | 0      | 3        |
| 4     | Suède     | 0  | 2      | 1      | 3        |
| 5     | Suisse    | 0  | 1      | 0      | 1        |
| 6     | France    | 0  | 0      | 2      | 2        |
| 7     | Slovénie  | 0  | 0      | 1      | 1        |
| Total | Total     | 8  | 8      | 8      | 24       |

| Rang | Athlètes multi-médaillés | Or | Argent | Bronze | Ensemble |
| ---- | ------------------------ | -- | ------ | ------ | -------- |
| 1    | Vebjørn Sørum            | 2  | 1      | 0      | 3        |
| "    | Erlend Bjøntegaard       | 2  | 1      | 0      | 3        |
| 3    | Endre Strømsheim         | 2  | 0      | 1      | 3        |
| 4    | Selina Grotian           | 1  | 1      | 1      | 3        |
| 5    | Lisa Maria Spark         | 1  | 1      | 0      | 2        |
| 6    | Tilda Johansson          | 0  | 2      | 1      | 3        |

## Résultats et podiums

### Hommes
| Épreuves            | Or                 | Argent             | Bronze           |
| ------------------- | ------------------ | ------------------ | ---------------- |
| Individuel (20 km)  | Endre Strømsheim   | Anton Dudchenko    | Lovro Planko     |
| Sprint (10 km)      | Erlend Bjøntegaard | Vebjørn Sørum      | Philipp Nawrath  |
| Poursuite (12,5 km) | Vebjørn Sørum      | Erlend Bjøntegaard | Endre Strømsheim |

### Femmes
| Épreuves           | Or                    | Argent          | Bronze            |
| ------------------ | --------------------- | --------------- | ----------------- |
| Individuel (15 km) | Lisa Maria Spark      | Yuliia Dzhima   | Selina Grotian    |
| Sprint (7.5 km)    | Anastasiya Merkushyna | Tilda Johansson | Vanessa Hinz      |
| Poursuite (10 km)  | Selina Grotian        | Tilda Johansson | Gilonne Guigonnat |

### Mixte
| Épreuves                          | Or                                                                              | Argent                                                                             | Bronze                                                                      |
| --------------------------------- | ------------------------------------------------------------------------------- | ---------------------------------------------------------------------------------- | --------------------------------------------------------------------------- |
| Relais simple (6 km F + 7,5 km H) | Norvège - Juni Arnekleiv - Endre Strømsheim                                     | Suisse - Amy Baserga - Niklas Hartweg                                              | France - Paula Botet - Émilien Claude                                       |
| Relais (2 × 6 km F + 2 × 6 km H)  | Norvège - Maren Kirkeeide - Karoline Erdal - Erlend Bjøntegaard - Vebjørn Sørum | Allemagne - Lisa Maria Spark - Selina Grotian - Dominic Schmuck - Lucas Fratzscher | Suède - Tilda Johansson - Stina Nilsson - Malte Stefansson - Anton Ivarsson |